# René Pottier
René Pottier (5. juni 1879 i Moret-sur-Loing – 25. januar 1907 i Levalloit-Perret) var en fransk cykelrytter.
René Pottier vandt i 1903 Bordeaux-Paris, før han blev professionel. Han fik en andenplads i både Paris-Roubaix og Bordeaux-Paris, inden det blev til en tredjeplads i Paris-Roubaix og en samlet sejr i Tour de France i 1906.
Han blev anset for at være den bedste klatrer i Tour de France; i 1905 kom han først over Ballon d'Alsace, før han blev hentet i Besançon og senere udgik af løbet, mens han lå på en samlet førsteplads.
Det følgende år vendte han tilbage til Touren, hvor han vandt løbet og undervejs fem etapesejre.
Den 25. januar 1907 begik han selvmord ved at hænge sig selv, efter at hans hjerte var blevet knust. Et par uger efter rejste Henri Desgrange, Tourens fader, et mindesmærke for ham på Ballon d'Alsace.